# فناوری اطلاعات سلامت برای قانون سلامت اقتصادی و بالینی
فناوری اطلاعات سلامت برای قانون سلامت اقتصادی و بالینی(به انگلیسی: Health Information Technology for Economic and Clinical Health Act) به اختصار (HITECH) ،تحت عنوان (XIII) در سال ۲۰۰۹ در قانون بازیابی و سرمایه‌گذاری مجدد ایالت متحدهٔ آمریکا تصویب شد.
تحت قانون (HITECH) وزارت بهداشت و خدمات انسانی ایالات متحده ۲۵٫۹ میلیارد دلار برای ترویج و گسترش فناوری اطلاعات سلامت استفاده می‌کند. واشینگتن پست گزارش داد که بودجه ۳۶٫۵ میلیارد دلاری برای ایجاد شبکه ملی پرونده‌های الکترونیک سلامت تخصیص داده شده‌است که مهمترین قطعه قانون مراقبت‌های بهداشتی و پایه و اساس اصلاح مراقبت‌های بهداشتی در ۲۰ تا ۳۰ سال گذشته"در آن تصویب شد.
دکتر فرزاد مشمری، هماهنگ‌کننده پیشین فناوری اطلاعات سلامت، توضیح داده‌است: شما برای مدیریت سلامت مردم به اطلاعات نیاز دارید. شما می‌توانید به خوبی به یک فرد خدمت کنید. برای مثال شما می‌توانید خدمات مشتری را عالی ارائه دهید اگر منتظر فردی باشید که از طریق درب راه بروید، این کار را انجام دهید و نمودار خود را بکشید. آنچه که نمی‌توانید با نمودارهای کشیده شده انجام دهید این است که سؤال بپرسید "چه کسی در داخل راه نمی‌رود؟"
از اثرات این قانون میتوان گفت که در سال‌های پس از تصویب قانون، پرونده‌های بهداشت الکترونیکی در ایالات متحده رایج تر شده‌است اما مشخص نیست که رایج تر شدن پرونده‌های بهداشت الکترونیک تا چه میزان تحت تأثیر پیاده‌سازی این قانون باشد. حداکثر تأثیرات و مشوقین اصلی این طرح فقط در مورد انواع بیمارستان‌ها کاربرد دارد. هرچند مطالعاتی در سال ۲۰۱۷ نشان می‌دهد که این بیمارستانها پرونده‌های الکترونیکی سلامت را مورد حمله قرار دادند.حال باید منتظر تصویب قوانینی برای حل این گونه مشکلات بود.

## پیاده‌سازی و اثرات
در سال‌های پس از تصویب قانون، پرونده‌های بهداشت الکترونیکی در ایالات متحده رایج تر شده‌است اما مشخص نیست که رایج تر شدن پرونده‌های بهداشت الکترونیک تا چه میزان تحت تأثیر پیاده‌سازی این قانون باشد. حداکثر تأثیرات و مشوقین اصلی این طرح فقط در مورد انواع بیمارستان‌ها کاربرد دارد. هرچند مطالعاتی در سال ۲۰۱۷ نشان می‌دهد که این بیمارستانها پرونده‌های الکترونیکی سلامت را مورد حمله قرار دادند.

### پرونده‌های الکترونیکی سلامت
قانون HITECH استفاده معقول از EHR را به صورت معنی دار در نظام مراقبت‌های بهداشتی به عنوان یک هدف حیاتی ملی و ایجاد انگیزه برای پذیرش EHR استفاده کرد. تنها هدف پذیرفتن (EHR)نیست، بلکه استفاده معنی دار "از EHRها "- یعنی استفاده از آنها توسط ارائه دهندگان برای دستیابی به پیشرفت قابل توجه در مراقبت است.
عنوان چهارم قانون، حداکثر پرداخت‌های مشوق برای Medicaid را به افرادی که از ۶ سال اخیر بعد از سال ۲۰۱۱ از "گواهینامه EHR" “استفاده می‌کنند محکوم می‌کند. متقاضیان واجد شرایط باید از سال ۲۰۱۶ برای دریافت برنامه پرداختی اعلام آمادگی کنند. برای Medicare حداکثر پرداخت ۴۴٬۰۰۰ $ بیش از ۵ سال است. پزشکانی که تا سال 2015 EHR را اجرا نمی‌کنند، ۱٪ از پرداخت‌های (Medicare) را جریمه خواهند شد و بیش از ۳ سال به ۳٪ افزایش می‌یابد. برای دریافت پول تشویقی EHR، عمل HITECH (ARRA) به پزشکان نیاز دارد تا "استفاده معنی دار" از یک سیستم EHR را نشان دهند. از ماه ژوئن سال ۲۰۱۰، هیچ مدرکی برای Medicaid وجود ندارد.

## تبادل اطلاعات سلامت(HIE)
به عنوان یکی از توانایی‌های اصلی برای بیمارستان‌ها و پزشکان برای دستیابی به «استفاده معنی دار» و دریافت بودجه تشویق کننده ایجاد شده‌است.
بعد از سال ۲۰۱۵ در صورتی بیمارستانها و پزشکان از پرونده‌های سلامت الکترونیک استفاده نکنند مجازات‌های مالی تحت Medicare خواهند داشت.

## استفاده معنی دار
اجزای اصلی استفاده معنی دار عبارتند از:
1. استفاده از EHR گواهی شده به شیوه ای معنی دار، مانند تجویز الکترونیکی.
2. استفاده از تکنولوژی گواهی EHR برای تبادل الکترونیکی اطلاعات سلامت برای بهبود کیفیت مراقبت‌های بهداشتی.
3. استفاده از تکنولوژی گواهی EHR برای ارائه کیفیت بالینی و سایر اقدامات. به عبارت دیگر، ارائه دهندگان باید نشان دهند که از تکنولوژی گواهی EHR استفاده می‌کنند که می‌تواند به‌طور قابل توجهی در کیفیت و کمیت تأثیر گذار باشند.

استفاده معنادار از EHRها توسط بسته‌های تشویقی دولت ایالات متحده در نظر گرفته شده به شرح زیر طبقه‌بندی شده‌است:
1. بهبود هماهنگی در مراقبت
2. کاهش تفاوت و تبعیض در مراقب‌های بهداشتی
3. دخیل ساختن بیمار و خانواده اش
4. بهبود جمعیت و بهداشت عمومی
5. اطمینان از حفظ و رعایت حریم خصوصی

برنامه بهداشتی اداره بهداشت اوباما قصد دارد از سرمایه‌گذاری‌های فدرال برای تحریک بازار پرونده‌های سلامت الکترونیک استفاده کند:
1. انگیزه بخشی به ارائه دهندگانی که از (IT) استفاده می‌کنند.
2. استانداردهای سختگیرانه و باز: برای حصول اطمینان از کاربران و فروشندگان EHR که به همان هدف کار می‌کنند
3. صدور گواهینامه نرم‌افزار: برای تضمین اینکه EHRها با استانداردهای کیفیت، ایمنی و کارایی مواجه شده‌اند.

تعریف مفصل از «استفاده معنی دار» در ۳ مرحله انجام شده‌است، جزئیات هر مرحله به شدت توسط گروه‌های مختلف مورد بحث قرار گرفت. مرحله ۱ در ژوئیه ۲۰۱۰ به پایان رسید. مرحله ۲ در اوت ۲۰۱۲. و مرحله ۳ در اکتبر ۲۰۱۵.

## استفاده معقول مرحله ۱
اولین گام در دستیابی به استفاده معنی دار، داشتن یک پرونده سلامت الکترونیک معتبر(EHR)است و می‌تواند نشان دهد که می‌توان از آن برای برآوردن الزامات استفاده کرد. مرحله ۱ شامل ۲۵ هدف / اقدامات برای ارائه دهندگان واجد شرایط (Eps)و ۲۴ اهداف / اقدامات برای بیمارستان‌های واجد شرایط می‌باشد. اهداف / اقدامات به یک مجموعه هسته و مجموعه منو تقسیم شده‌اند. بیمارستان‌های واجد شرایط باید تمام اهداف/ اقدامات را در مجموعه هسته ای (۱۵ مورد برای (Eps) و ۱۴ مورد برای بیمارستانهای واجد شرایط) انجام دهند. EPs باید ۵ تا از ۱۰ آیتمِ منو را در مرحله ۱ برآورده کنند، که یکی از آنها باید یک هدف بهداشت عمومی باشد.
لیست کامل الزامات هسته ای و لیست کامل الزامات منو:

### الزامات هسته
1. استفاده از سفارشات کامپیوتری برای سفارشات دارویی
2. پیاده‌سازی و اجرای چکاب‌های و کنترل‌های حساسیت‌های دارویی و مواد مخدر
3. تولید و ارسال مقررات مجاز الکترونیکی
4. ثبت آمار جمعیتی
5. نگهداری و ایجاد لیست مشکلاتِ همیشه به روز برای تشخیص‌های فعلی و فعال
6. نگهداری لیست داروهای فعال
7. نگهداری لیست تداخلات دارویی و لیست آلرژی‌هایی که منشأ دارویی دارند
8. ضبط و نمودار تغییرات علائم حیاتی

۹. ثبت وضعیت مصرف دخانیات بیماران ۱۳ سال و بالاتر
1. پیاده‌سازی یک حکم حمایت بالقوه تصمیم‌گیری.
2. گزارش اقدامات کیفی و آماری به CMS یا ایالات متحده آمریکا
3. ارایه یک کپی از پرونده الکترونیکی اطلاعات بهداشتی بیمار به وی در صورت درخواست.
4. ارایه خلاصه بالینی در دفتر بیمار برای هر بازدید کننده
5. توانایی تبادل اطلاعات بالینی کلیدی در بین ارائه دهندگان و اشخاص مجاز نزدیک به بیمار
6. حفاظت از اطلاعات الکترونیکی سلامتی (حریم خصوصی و امنیت)

الزامات منو :
1. پیگیری فرمولاسیون دارو
2. نتایج آزمایشگاهی بالینی (EHR) را به عنوان داده‌های ساختاری به مدارک اضافه کنید.
3. ایجاد لیست بیماران با شرایط خاص برای استفاده از بهبود کیفیت، کاهش اختلافات، تحقیق و توسعه.
4. فراهم سازی دسترسی به موقع بیماران به پرونده الکترونیکی بهداشتی خود (از جمله نتایج آزمایشگاه، لیست مشکلات، لیست داروها و آلرژی‌ها)
5. استفاده از شناسه (EHR) برای ارائه منایع آموزشی خاص به بیمار
6. اجرای اصلاحات و تلفیق داروهای مربوطه
7. ثبت خلاصهٔ مراقبت‌های صورت گرفته جهت انتقال یا ارائه
8. توانایی ارائه اطلاعات الکترونیکی و حقیقی به ثبت احوال
9. قابلیت ارایه داده‌های نظارت الکترونیکی سندرومیک و انتقال واقعی و سازمانهای بهداشت عمومی.
10. در خصوص مراقبت‌های پیشگیرانه و پیگیری‌های مربوطه ارسال یادآوری‌های ملزوم به هر بیمار با توجه به اولویت‌هایشان

برای دریافت پول تشویق کننده (پاداش) فدرال، CMS به شرکت کنندگان در برنامه تشویق بیمه نامه Medicear جهت تأیید طی یک دوره گزارش دهی ۹۰ روزه، آنها از EHR گواهینامه استفاده کرده و معیارهای مرحله ۱ را برای اهداف معنی دار استفاده و اقدامات کیفی بالینی را مورد استفاده قرار دادند. همچنین نیاز دارند که در برنامه Medicaid EHR Inc، برنامه ارائه دهندگان پروسه مشابهی را با استفاده از سیستم تاییدیه دولت خود دنبال کنند.
در سال ۲۰۱۷، دولت برای اولین بار یک فروشنده EHR را به اشتباه به مشتریان و دولت نشان داد که موافقت کرد که ۱۵۵ میلیون دلار برای پرداخت هزینه‌های دولت و یک پرونده "qui tam" که توسط یک خبرنگار که سیستم eClinicalWorks را در تسهیلات اصلاحی جزیره Rikers در شهر نیویورک به اجرا درآورد، سیستم EHR آن الزامات استفاده معنی دار را برآورده کرد، پرداخت کند. همچنین دولت ادعا کرد که (ECW) برای ارجاعات رشوه پرداخت کرده‌است.
دولت همچنین با سه تن از کارمندان eClinicalWorks به موافقت نامه‌های حل و فصل جداگانه ای دست یافت که با پرداخت ۸۰٬۰۰۰ دلار به اداعاهای موجود فیصله دهد.
هماهنگ‌کننده ملی فناوری اطلاعات سلامت (HIT)
در وزارت بهداشت و خدمات انسانی یک دفتر هماهنگ‌کننده ملی فناوری اطلاعات سلامت (ONC)ایجاد شده‌است. هماهنگ‌کننده ملی توسط وزیر تعیین شده و به‌طور مستقیم به وزیر گزارش می‌دهد. هماهنگ‌کننده ملی مسئول توسعه شبکهٔ اطلاعات بهداشتی در سراسر کشور است.
کمیته سیاست فناوری اطلاعات سلامت
کمیته سیاست HIT یک چارچوب سیاستی را برای توسعه و پذیرش زیرساخت فناوری اطلاعات در سطح ملی ارائه می‌دهد که اجازه تبادل الکترونیکی و استفاده از اطلاعات بهداشتی را می‌دهد.
کمیته استاندارد فناوری اطلاعات سلامت
کمیته استانداردهای HIT پردازش استانداردهای هماهنگ‌کننده ملی، مشخصات اجرایی و معیارهای صدور گواهینامه را تعیین می‌کند. همچنین کمیته استانداردها تست‌های آزمایشی را هماهنگ می‌کند و هماهنگی با قانون امنیت اجتماعی را تضمین می‌کند.

## زیرنویس د _ مقررات حریم خصوصی و مقررات امنیتی بهبود یافته‌است
قانون HITECH مستلزم اشخاص تحت پوشش HIPAA است تا گزارش‌های مربوط به نقض حقوق مربوط به تعداد افراد ۵۰۰ یا بیشتر را به وزارت بهداشت و خدمات انسانی ایالات متحده (USHHS), به رسانه‌های خبری و افراد مبتلا گزارش دهند.
این زیرنویس تمام قوانین حریم خصوصی و امنیت HIPAA را به همکاران کسب و کار واحدهای پوشش می‌دهد و این شامل توسعه مجازات‌های مدنی و جنایی مربوط به همکاران مربوطه است. این تغییرات و توسعه‌های صورت گرفته همچنین لازم است که در هر توافقنامه مربوط به کسب و کار در میان اشخاص تحت پوشش قرار گیرد. در ۳۰ نوامبر ۲۰۰۹، مقررات مربوط به پیشرفت‌های اجرای HIPAA، به اجرا گذاشته شد.
یکی دیگر از تغییرات مهم در مورد زیرنویس د، در قانون HITECH منجر به ایجاد الزامات اخطار نقض جدید است. در صورتی که نقص اطالعات بهداشتی محافظت نشده ناخواسته (PHI) رخ دهد، این امر الزامات اطلاع‌رسانی جدید را برای اشخاص تحت پوشش، همکاران کسب و کار، فروشندگان پرونده‌های سلامت شخصی (PHR) و اشخاص مربوط، مرتبط می‌کند. در تاریخ ۲۷ آوریل سال ۲۰۰۹، وزارت بهداشت و خدمات انسانی (HHS) دستورالعمل‌هایی را دربارهٔ نحوه اطمینان از اطمینان از اطلاعات بهداشتی محافظت شده ارائه داد. به این ترتیب هر دو بخش HHS و کمیسیون تجارت فدرال (FTC)تحت قانون HITECH برای صدور مقررات مربوط به الزامات اخطار نقض جدید مورد نیاز بودند. قاونین مربوطه: قانون HHS در تاریخ ۲۴ اوت ۲۰۰۹ ثبت شد و قانون FTC که در ۲۵ اوت ۲۰۰۹ منتشر شد.
تغییر نهایی قابل توجهی که در زیر عنوان D قانون HITECH انجام شده، اضافه کردن قوانین جدید برای حسابداری و محافظت از افشای اطلاعات بهداشتی بیمار می‌باشد. زمانی که یک سازمان از یک پرونده سلامت الکترونیکی استفاده می‌کند، این حسابداری فعلی جهت گسترش جلوگیری از افشای اطلاعات بهداشتی بیمار اعم از عملیات درمان، پرداخت و مراقبت‌های بهداشتی مورد استفاده قرار گرفته‌است.
این نیازمندی جدید همچنین محدودیت زمانی را برای حسابداری را از ۶ سال به ۳ سال محدود می‌کند.
در سازمانهایی که EHR را از ۱ ژانویه ۲۰۰۹ و ۱ ژانویه ۲۰۱۱ و ۱ ژانویه ۲۰۱۳ اجرا کرده‌اند تغییرات مذکور برای سازمانهایی که EHR را قبل از ۱ ژانویه ۲۰۰۹ اجرا کرده بودند، اعمال شد.
در تاریخ ۱۴ ژوئیه ۲۰۱۰، HHS یک قانون صادر کرد که مطابق آن دسته‌های فهرست شده شامل ۷۰۱٬۳۲۵تعداد از نهادها و ۱٫۵ میلیون همکاران کسب و کار بودند که دسترسی به اطلاعات بیمار بدون رضایت بیمار را پس از اینکه بیمار رضایت عمومی را برای انتشار HIPAA پزشک خود ارائه داد.